# Valea Cireșului
Valea Cireșului – wieś w Rumunii, w okręgu Teleorman, w gminie Botoroaga. W 2011 roku liczyła 1796 mieszkańców.